# Stedelijk Motorcrosscentrum Lommel
Het Stedelijk Motorcrosscentrum Lommel (SMCL) is gelegen in de Belgische stad Lommel, in het noordoosten van België. Het motorcrossterrein en zijn MXGP-circuit staat bekend als één van de zwaarste en meest uitdagende parcoursen van Europa.  Hoofdreden is te vinden in de zanderige ondergrond - waarbij het circuit elke paar ronden steeds anders, én zwaarder komt te liggen.  
Het circuit biedt trainingsmogelijkheden voor starters, amateurs en professionele atleten van alle leeftijden en is de thuisbasis van "MXGP of Flanders" en de "Grand Prix Side Car".  Het terrein trekt op die manier jaarlijks tienduizenden motorcrossliefhebbers en een 5000-tal actieve beoefenaars uit binnen- en buitenland aan.   

## Faciliteiten
Op het terrein zijn 3 verschillende circuits ingericht: 
- MXGP-circuit:  hoofdcircuit met een lengte van 1.510 m, voornamelijk voor motoren in de 125cc, Zijspannen, quad, MX2 of MXGP-klasse.
- 85cc-circuit:  lengte van 508m, voor 65 en 85 cc motoren & beginners.
- 65cc-circuit: Beginnerscircuit van 340m, voor kinderen en 65cc-piloten.

Het hoofdcircuit werd voorzien van een sproei-installatie om stofhinder tijdens het rijden en voor de omliggende bedrijven te vermijden. 
In 2005 werd in samenwerking met Provincie Limburg en Stad Lommel een nieuwe kantine met polyvalente zaal, sanitair, leslokalen en werkplaats opgericht, en werd een nieuwe wasinstallatie met olieafscheider geplaatst. 
In 2023 werd het terrein voorzien van een innovatief cameradetectiesysteem, waarbij knipperlichten MX-rijders waarschuwen voor gevallen piloten. Tegelijkertijd werd een geluidsmeetsysteem geplaatst, dat op verschillende plaatsen rondom het circuit en in de woonwijken de geluidsemissie registreert. 
Eind 2023 werd het Quad adventure parcours aangepast tot een initiatieparcours voor elektrische motoren. 

## Historiek
Het terrein in Heeserbergen wordt sinds 1968 geëxploiteerd door de verenigde motorclubs van de gemeente en sinds 1994 is het in beheer van het SMCL. Sinds dat jaar beschikt het motorcrosscentrum over een tijdelijke vergunning. Na een wijziging van het gewestplan in 1995 zijn de terreinen sindsdien gereserveerd voor gemotoriseerde sporten. Sinds oktober 2020 beschikt het SMCL over een omgevingsvergunning van onbepaalde duur.
Op het terrein hebben heel wat verschillende regionale en internationale wedstrijden plaatsgevonden, met als voornaamste de Trofée des Nations in 1981, waar team USA een legendarische overwinning in het zand behaalde. 
In 1994 en 1999 werd op het crossterrein en de aanpalende terreinen een 'Enduro-wedstrijd' verreden, naar het voorbeeld van de vermaarde beachrace 'L'Enduropale'. 
Sinds 2008 wordt er jaarlijks de Grand Prix motorcross van Limburg georganiseerd die deel uitmaakt van het wereldkampioenschap motorcross. Drijvende krachten in de begindagen achter de GP waren onder meer Eric Geboers, Jo De Munck en Johan Boonen. Dezelfde ploeg organiseerde in 2019, 2022 en 2023 het evenement 'Sand Rookies', waarin een manche van het Europees Kampioenschap 65/85cc. vervat zat. Daarnaast vindt er jaarlijks een manche plaats van het Wereldkampioenschap zijspancross, met name de Grand Prix zijspancross van Lommel. 
In 2012 vond er de Motorcross der Naties plaats, waar Duitsland de overwinning binnenhaalde.
De Grand Prix van 2020 stond aanvankelijk ingepland in augustus, maar werd omwille van de Covid-19-pandemie uitgesteld tot oktober 2020. Doordat er verschillende Grote Prijzen in andere landen werden afgelast, werd er een zogenaamde triple-header georganiseerd. Deze 13e, 14e en 15e manches van het WK 2020 vonden plaats onder de namen MXGP van Vlaanderen, MXGP van Limburg en MXGP van Lommel.

## Omgeving
Sinds de oprichting van het Stedelijk Motorcrosscentrum Lommel werd de geluidsproductie regelmatig in vraag gesteld. Ondanks de ligging in een industriezone, hebben omwonenden van de dichtstbijgelegen wijk (+/- 1km van het terrein) zich gegroepeerd om de overlast voor omwonenden aan te kaarten.  Enkele honderden ondertekenden een petitie met klachten die zijn geuit tegen het Stedelijk Motorcrosscentrum Lommel, gesterkt door verschillende milieugroeperingen, en hebben geleid tot discussies en debatten over de toekomst van de faciliteit. Terwijl sommigen pleiten voor het behoud ervan als een belangrijk motorsportcentrum en economische troef voor de regio, hebben anderen aangedrongen op strengere geluidsbeperkingen en beheersmaatregelen om de negatieve effecten op de omgeving te minimaliseren.  De klachten droegen ertoe bij dat de toegekende vergunning van 2020 werd verworpen, en via juridische wegen tot een nieuwe vergunning leidde, die op 19 april 2023 werd afgeleverd.  De vergunning legde beperkingen op voor de dagen waarop het terrein open kan zijn, het aantal wedstrijden en deelnemers dat hieraan deel mogen nemen, en legde de verlichting op voor de implementatie van een geluidsmeetsysteem.  

## Varia
De zanderige 'Kempen'-grond en de bijhorende trainingsmogelijkheden bij slechte weersomstandigheden hebben een rol gespeeld in de carrières van veel wereldtoppers. Een groot aantal MXGP teams, professionele atleten en specifieke motorcrossindustrie vinden hun thuisbasis in Lommel en daarbuiten.  Binnen de sportwereld kreeg de stad al eens de naam "Lommelwood" aangemeten, omdat alle sterren in het hedendaagse motorcross er wonen, of op een moment in hun carrière zijn verbleven. 
Stedelijk Motorcrosscentrum Lommel is naast AMC Genk en MC Lille één van de weinige nog vergunde trainings-en wedstrijdcircuits van Vlaanderen.  In 1980 waren dit er nog 29. 